# Osvaldo Rodrigues Póvoa
Osvaldo Rodrigues Póvoa (Dianópolis, 11 de maio de 1925 – 9 de novembro de 2023), foi um professor, historiador, ensaísta, cronista e pesquisador brasileiro.

## Biografia
Osvaldo Rodrigues Póvoa foi um dos fundadores da Academia Tocantinense de Letras, onde ocupava a cadeira de número 12, cujo patrono é o brigadeiro Felipe Antônio Cardoso.
Filho de Francisco Liberato Póvoa e Maria Costa Rodrigues Póvoa, participou do primeiro colegiado do Conselho Estadual de Cultura do Tocantins, cuja posse aconteceu no dia 14 de maio de 1989, na histórica cidade de Natividade.

## Obras
- Quinta-Feira Sangrenta
- Crônicas de outros tempos
- Caminhos de outrora e de hoje
- História do Tocantins
- Memórias de um Ex-Sargento
- Historiologia
- Filosofia de Minha Vida
- Porta Aberta ou Janela para o Mundo
- Inconfidências de Arquivos
- Meu Amigo Libanês e Outras histórias